# Список альбомов № 1 в Канаде 1968 года
Список альбомов № 1 в Канаде 1968 года включает в себя музыкальные альбомы, занимавшие 1 место в хит-параде Canadian Albums Chart в 1968 году. С 14 октября 1968 по 6 ноября 2000 года хит-парад публиковался журналом RPM. После прекращения выпусков издания в 2000 году, хит-парад издаётся в Billboard, а также в канадском журнале Jam! и на сайте Canoe.
| Дата       | Альбом            | Исполнитель                         |
| ---------- | ----------------- | ----------------------------------- |
| 14 октября | Wheels of Fire    | Cream                               |
| 21 октября | Feliciano!        | Хосе Филисиано                      |
| 28 октября | Cheap Thrills     | Big Brother and the Holding Company |
| 2 ноября   | Cheap Thrills     | Big Brother and the Holding Company |
| 11 ноября  | Steppenwolf       | Steppenwolf                         |
| 18 ноября  | Electric Ladyland | Джими Хендрикс                      |
| 25 ноября  | Electric Ladyland | Джими Хендрикс                      |
| 2 декабря  | Electric Ladyland | Джими Хендрикс                      |
| 9 декабря  | Wichita Lineman   | Глен Кэмпбелл                       |
| 16 декабря | The Beatles       | The Beatles                         |
| 23 декабря | The Beatles       | The Beatles                         |